# Cristian Gutiérrez
Cristian Gutiérrez, vollständiger Name Cristian Leonardo Gutiérrez Almeida, (* 3. Februar 1992 in Treinta y Tres) ist ein uruguayischer Fußballspieler.

## Karriere
Der 1,85 Meter große Offensivakteur Gutiérrez, der auch in der Namensschreibweise Cristhian Gutiérrez geführt wird, gehörte mindestens seit 2012 dem uruguayischen Erstligisten Defensor Sporting an. Dort wurde er allerdings in der Primera División nicht eingesetzt. Jedoch bestritt er 2012 in der Copa Libertadores Sub-20, bei der sein Verein das Finale erreichte, fünf Partien und schoss zwei Tore. Von Januar 2013 bis Juli 2013 spielte er auf Leihbasis bei Defensors Ligakonkurrenten El Tanque Sisley, blieb aber ebenfalls ohne Erstligaeinsatz. Anschließend kehrte er zu Defensor zurück, wurde aber Ende September 2013 ohne Spielpraxis in der Primera División an den Zweitligisten Rocha FC ausgeliehen. In der Spielzeit 2013/14 wurde er dort 28-mal in der Segunda División eingesetzt und erzielte neun Tore. Vor Saisonbeginn 2014/15 existierten zunächst Pressemeldungen, er sei von Defensor an Juventud ausgeliehen worden. Letztlich wird er jedoch auch in jener Spielzeit in Reihen des Rocha FC geführt und traf dort neunmal bei 24 Zweitligaeinsätzen. Anfang Juli 2015 transferierte Defensor Gutiérrez dann zum Erstligaaufsteiger Villa Teresa. In der Apertura 2015 kam er dort zu acht Erstligaeinsätzen und schoss ein Tor. Im Januar 2016 wechselte er nach Honduras zu Real España. Bei den Honduranern lief er in zwölf Ligabegegnungen auf und schoss drei Tore. Ende Januar 2017 verpflichtete ihn der Cerro Largo FC.